# Liste der Wege und Straßen in Mitterfels
Diese Liste der Wege und Straßen in Mitterfels enthält alle benannten Wege, Straßen und Plätze im Markt Mitterfels.
| Name                   | Gemeindeteil   | Benennung                                                                 |
| ---------------------- | -------------- | ------------------------------------------------------------------------- |
| Aichmühle              | Aichmühl       |                                                                           |
| Aign *                 | Aign           |                                                                           |
| Am Thalberg            | Scheibelsgrub  |                                                                           |
| Aschaer Straße         | Mitterfels     | nach der geographischen Orientierung Richtung Ascha                       |
| Auf der Höhe           | Scheibelsgrub  | nach der geographischen Lage                                              |
| Auhof *                | Auhof          |                                                                           |
| Außerfeld              | Mitterfels     | nach dem Flurnamen                                                        |
| Bahnhofstraße          | Mitterfels     | nach der geographischen Orientierung zum ehemaligen Bahnhof               |
| Bayerwaldstraße        | Mitterfels     | nach der geographischen Orientierung Richtung Bayerischer Wald            |
| Birkenweg              | Scheibelsgrub  | nach der Pflanzengattung Birken                                           |
| Blumental              | Scheibelsgrub  |                                                                           |
| Brunnengasse           | Mitterfels     |                                                                           |
| Buchberger Weg         | Mitterfels     | nach der geographischen Orientierung Richtung Hinter- und Vorderbuchberg  |
| Burgstraße             | Mitterfels     | nach der geographischen Orientierung Richtung Burg Mitterfels             |
| Dunk *                 | Dunk           |                                                                           |
| Einfürst *             | Einfürst       |                                                                           |
| Eisenhart *            | Eisenhart      |                                                                           |
| Englberg *             | Englberg       |                                                                           |
| Franz-Wartner-Ring     | Mitterfels     | nach der Person                                                           |
| Friedhofweg            | Schoppühl      | nach der Funktion                                                         |
| Gallnerstraße          | Mitterfels     | nach dem Berg Gallner                                                     |
| Gartenstraße           | Mitterfels     |                                                                           |
| Gassl                  | Scheibelsgrub  |                                                                           |
| Großkohlham *          | Großkohlham    |                                                                           |
| Hacklweg               | Scheibelsgrub  | nach dem Personennamen                                                    |
| Hadriwastraße          | Mitterfels     | nach dem Berg Hadriwa                                                     |
| Hagnberg *             | Hagnberg       |                                                                           |
| Haselbacher Straße     | Mitterfels     | nach der geographischen Orientierung Richtung Haselbach                   |
| Haselweg               | Mitterfels     | nach der Pflanzengattung Haseln                                           |
| Herrnberg *            | Herrnberg      |                                                                           |
| Herrnberger Weg        | Scheibelsgrub  | nach der geographischen Orientierung Richtung Herrnberg                   |
| Hinterbuchberg *       | Hinterbuchberg |                                                                           |
| Hirschensteinstraße    | Mitterfels     | nach dem Berg Hirschenstein                                               |
| Hochfeldring           | Scheibelsgrub  | nach dem ehemaligen Gemeindeteil Hochfeld                                 |
| Hochfeldstraße         | Scheibelsgrub  | nach dem ehemaligen Gemeindeteil Hochfeld                                 |
| Höfling *              | Höfling        |                                                                           |
| Höllmühl *             | Höllmühl       |                                                                           |
| Hörmannsberg *         | Hörmannsberg   |                                                                           |
| Hubrichstraße          | Mitterfels     | nach der Person Eugen Hubrich                                             |
| In der Point           | Mitterfels     | nach dem Flurnamen                                                        |
| Kastenfeld *           | Kastenfeld     |                                                                           |
| Kirchenweg             | Scheibelsgrub  | nach der Funktion                                                         |
| Kleinkohlham *         | Kleinkohlham   |                                                                           |
| Kögl *                 | Kögl           |                                                                           |
| Kreuzkirchen *         | Kreuzkirchen   |                                                                           |
| Laumerhöhe             | Mitterfels     | nach dem Personennamen                                                    |
| Lindenstraße           | Mitterfels     | nach der Pflanzengattung Linden                                           |
| Märklweg               | Mitterfels     | nach der Person                                                           |
| Miething *             | Miething       |                                                                           |
| Neumühle *             | Neumühle       |                                                                           |
| Neundlinger Straße     | Scheibelsgrub  | nach dem Flurnamen Neundling                                              |
| Oberfeldstraße         | Mitterfels     | nach dem Flurnamen Oberfeld                                               |
| Oberhartberg *         | Oberhartberg   |                                                                           |
| Peinkoferstraße        | Mitterfels     | nach der Person Max Peinkofer                                             |
| Predigtstuhlstraße     | Mitterfels     | nach dem Berg Predigtstuhl                                                |
| Pröllerstraße          | Mitterfels     | nach dem Berg Pröller                                                     |
| Pürstenberg *          | Pürstenberg    |                                                                           |
| Reinbachstraße         | Mitterfels     | nach dem ehemaligen Gemeindeteil Reinbach                                 |
| Scheibelsgrub *        | Scheibelsgrub  |                                                                           |
| Schlehenweg            | Mitterfels     | nach der Pflanze Schlehdorn                                               |
| Schoppühl *            | Schoppühl      |                                                                           |
| Spornhüttling *        | Spornhüttling  |                                                                           |
| Spornhüttlinger Straße | Mitterfels     | nach der geographischen Orientierung Richtung Spornhüttling               |
| Steinburger Straße     | Mitterfels     | nach der geographischen Orientierung Richtung Steinburg                   |
| Steinhaus *            | Steinhaus      |                                                                           |
| Steinrießl *           | Steinrießl     |                                                                           |
| Stockacker             | Mitterfels     | nach dem Flurnamen                                                        |
| Stockackerweg          | Mitterfels     | nach dem Flurnamen                                                        |
| Straßhof *             | Straßhof       |                                                                           |
| Straubinger Straße     | Mitterfels     | nach der geographischen Orientierung Richtung Straubing                   |
| Talmühle *             | Talmühle       |                                                                           |
| Thalweg                | Scheibelsgrub  | nach der geographischen Orientierung Richtung Talmühle                    |
| Thurnweg               | Mitterfels     |                                                                           |
| Unterhartberg *        | Unterhartberg  |                                                                           |
| Unterholzener Straße   | Mitterfels     | nach dem ehemaligen Gemeindeteil Unterholzen                              |
| Vogelhöh               | Mitterfels     |                                                                           |
| Vorderbuchberg *       | Vorderbuchberg |                                                                           |
| Waldbadweg             | Mitterfels     | nach der geographischen Orientierung zum ehemaligen Waldbad an der Menach |
| Waldeckstraße          | Mitterfels     |                                                                           |
| Waldringstraße         | Mitterfels     |                                                                           |
| Weiherfeldring         | Mitterfels     | nach dem ehemaligen Gemeindeteil Weiherfeld                               |
| Weingarten *           | Weingarten     |                                                                           |
| Wiespoint *            | Wiespoint      |                                                                           |
| Wollersdorf *          | Wollersdorf    |                                                                           |
| Zackenberg *           | Zackenberg     |                                                                           |

## Quelle
- BayernAtlas